# 卡門線

大气的分层，由图可知，卡门线位于热层的底端（示意图，图片比例与实际比例不同）

大氣的分層，由圖可知，卡門線位於增溫層的底端（示意圖，圖片比例與實際比例不同）

卡门线（英語：Kármán line）是一個試圖定義外太空与地球大气层的分界线，负责国际的航空太空标准制定、记录保存的机构国际航空联合会目前認為卡門線位于海拔100（62英里）处，來作為大气层和太空的界线。但這個定義不被所有的組織所接受，例如美國空軍和美國太空總署將大气层和太空的界线定義為80（50英里） ，目前國際法上並沒有任何界定相關分界的規定。
为表彰匈牙利裔美國工程師和物理學家西奥多·冯·卡门（匈牙利語：Kármán Tódor）对航空飞行的高度极限之探究，此线被命名为卡门线。他首次计算出，在83.6（51.9英里）高度附近，由于空气过于稀薄，航空飞行是不可能的。（据他的计算，由于空气太过稀薄，飞行器难以在此高度产生足够支持航空飞行的升力。换言之，飞行器的速度必须比轨道速度快很多，才能够获得足够的升力来支撑自身重量。）除了它附近的空气过于稀薄之外，它还处在与湍流层顶相近的海拔高度上，这也导致了在此线附近及以上不可能航空飞行。（在湍流层顶以上，空气与燃料难以充分的混合，普通的航空器所依靠的热机将無法正常運作。）
卡门线的位置也可以被叙述为热层底端附近。据测量，中间层温度最低的地方，即中间层层顶（中间层与热层的分界线），大致分布在海拔85－100公里处，故卡门线可以被视为在热层的底端附近。

## 卡门对大气层的边界问题的思考
卡门在自传的最后一章，叙述了外层空间的界定的问题：
至于太空，我们应该定为多高呢？……其实，根据太空飛行器的飞行速度和飞行高度就能够确定太空的起始位置。例如，拿伊凡·金契罗上尉驾驶的X-2型火箭飞机的飞行记录来说吧，金契罗的飞行速度为时速3,200公里，高度为38,000米。在这个高度上，飞行速度产生的空气动力升力承载98%的飞机重量；而航天学家称为开普勒力的离心力只承载了2%的飞机重量。但是到了90,000米高度，由于不再有什么空气产生升力，上述关系就颠倒过来，只有离心力支承飞机的重量了。这个高度当然就是物理学上的边界了。在边界以上，空气动力学就无效，太空开始发挥作用。因此，我认为完全可以把这个高度定为法定分界线。承蒙安德鲁·哈雷好意，把这个边界称为法定的卡门分界线。分界线以下的空间属于每一个国家；分界线以上为自由空间。

## 定义
众所周知，海拔越高，大气层越稀薄，且大气层并不会在某个海拔突然消失。大气的分层问题众说纷纭，大气层与外层空间的边界的定义也有许多种。（举个例子，如果我们把热层和散逸层当作大气层的一部分而非外层空间的一部分，大气层就可以延伸到海拔高度约10,000 km（33,000,000英尺）的天空。）但总的来说，对大气的分层基本上是基于大气自身的物理性质来的。
卡门线背后的分层的依据则不同于上述的给大气分层的方式。它是一条相对突兀的，基于航空航天领域的一些因素而定义的分界线。
航空器之所以能够停留空中，是因为其与周围的空气有一定的相对速度（真实空速），从而能够在机翼上产生能让飞机克服重力以飞行的升力。空气越稀薄，就需要越大的空速来产生足够的升力。机翼所能够产生的升力的可由下面的公式计算： 
{\displaystyle L={\tfrac {1}{2}}\rho v^{2}SC_{L}}
其中
L是升力
ρ是空气密度
v是飞机相对于其周围空气的速度（真实空速）
S是飞机的机翼面积
CL 是升力系数。
如公式所示，升力（L）的大小正比于空气密度（ρ）。当海拔升高时，若其他所有因素都保持不变，则真实空速（v）必须增加，以弥补空气密度（ρ）降低的影响。
太空飞行（轨道上的航天器停留在空中）的原理则与航空飞行不同。太空飛行器之所以能够停留在轨道上，是凭借其做类圆周运动所产生的离心力与重力相互平衡。当有外力使其速度傾向「减慢」时(並非真的減慢了)，由于重力作用，其运行高度将会有下降的趋势(而因此有較高的動能)，反之亦然。使太空飛行器在某个轨道上能够稳定运行的速度被称为轨道速度，且其因轨道高度的不同而不同。例如，对于国际太空站，或其他运行在低地球轨道的太空飛行器，它们的轨道速度约是第一宇宙速度。
随飞机的飞行高度上升，空气越来越稀薄，空气能够提供的升力与越来越少，为保证飞机能够飞行在空中，所需要的速度也越来越大了。按此趋势，保证飞机能够飞行在空中所需要的速度将在某一高度达到该高度的轨道速度。卡门线则是这个支持飞机以全重气动飞行所需要最低速度等于轨道速度的高度（假定飞机翼载在典型翼载的范围内）。实际上，由于在飞机达到轨道速度时，地球的非典型球体特性增加了飞机的垂直于地心升力方向的分力，支持全重飞行所需要的速度并不一定能够维持飞机的飞行高度不变。卡门线的定义则忽略了这种效应，因为轨道速度的定义隐含了在轨道速度下，即使忽略空气密度，在任意给定高度也足以维持高度不变的特性。因此卡门线也是轨道速度提供了足够的气动升力使飞行器能够沿直线飞行而不必遵循地球表面的曲率，做类圆周运动的最高高度。
当海拔高度达到100公里以上时，空气密度大约是地球表面的空气密度1/2,200,000。因卡门线附近的大气密度如此之低，可有下式：
{\displaystyle L={\tfrac {1}{2}}\rho v_{0}^{2}SC_{L}=mg}
其中
v0在真空中是同等高度的圆轨道的轨道速度
m是飞行器的质量
g是重力加速度。
尽管上式的计算结果并非恰好是100公里，卡门仍建议将海拔100公里指定为外太空与地球大气层的界线（因为整十的数更好记）。而且，大气层也在时刻变化，式中的参数会因时因地而异，计算结果也并恒定不变。拿空气密度来说，在海拔1000公里处，受时间、Ap指数和太阳流量的影响，空气密度的最大和最小值会有多达五倍的差距。因此，尽管数值是100公里，卡门线并非一个绝对精确的严格定义。至于卡门线被承认为大气层的边界，则是后来一个国际委员向FAI的建议促成的。此建议一经采用，卡门线便成为了在各个相关领域都被广泛接受的界线。
FAI使用卡门线来定义航空、太空活动之间边界：

- 航空 — 对于FAI来说，在离开地球表面100公里内的，空中的活动, 包括所有的空中运动, 都称为航空
- 太空 — 对于FAI来说，所有离开地球表面100公里外的，都称为太空

然而，时至今日，仍然没有一条能够在国际法的层面被国际社会广泛认可的上可以划分一个国家的领空与外层空间的界线。

## 对卡门线的其他解读
安德鲁·G·哈雷在他的1936年出版的书《政府与太空法》中讨论了卡门线有关的问题。在“国家主权的极限”一章中，他对主要作家的观点的做了一个概括。:82–96他还指出了这条分界线所固有的不精确性：
这条线所代表的是一种计量方式的均值或中值。它的计量方式和一些其他的被用在法律中的界线，如平均海平面高度，曲流线，潮汐线相似，但远比它们更复杂。在卡门分界线的法定化问题上，除了气动升力，还有其他的许多需要考量的因素。这些因素包括空气的物理状态、生物和人生存的可能、加入因一个空气开始不存在而领空也在此结束的点的逻辑可能性等。:78,9
“太空的边缘”是另一个常用来指代在传统的海拔100公里的分界线以下的区域的表述。当然，这种表述时也常常包括了一些显著低于此分界线的区域。例如，某个气球或某架飞机在描述为“达到太空的边缘”时，仅仅是指它的飞行高度高于普通的航空器的飞行高度。

## 其他的定义
在美国空军中，宇航员是一个曾经在海拔50海里（80公里）以上的高度飞行过的人。这个的高度大致位于中间层与热层之间。而美国宇航局对于宇航员的界定原本使用FAI的100公里定义。但在2005年改為和空軍一致，以避免民間和軍方飛行器出現不一至的定義，三个NASA的前X-15的飞行员（John B. McKay, William H. Dana and Joseph Albert Walker）被追授了宇航员徽章。这是因为在当时（20世纪60年代），他们在任务中飞行的高度（90公里和108公里）并非足够让他们被承认为宇航员，而在今日，飞行高度中的后者则超越了国际认为太空的边界。
有两篇近期发表的论文 (J.C. McDowell, Harvard-Smithsonian Center for Astrophysics,and T. Gangale, JSD, University of Nebraska-Lincoln) 根据包括卡门的原有的计算接近海拔80公里、證據顯示衛星椭圆軌道近地點可以穩定的多次通過海拔80~90公里之間、和其他诸如功能性、物理学的因素、文化因素、技术因素、历史因素、技术因素等因素，倡议应当将外层空间的界线定在海拔80km处。
根據這些近期的研究，国际航空联合会（FAI)和國際宇航聯合會（IAF）發布聯合聲明，將於2019年開始共同成立工作小組討論卡門線的重新定義。
另一个定义是在較早期国际法的讨论提出的。此定义根据在轨航天器的可实现的最低近地点，而不是一个给定的高度来定义太空的边界。由于大气对飞行器的阻力，一个航天器在无动力的情况下能够以圆轨道完成对地球的完整环绕的最低高度大约是150公里，而以椭圆轨道的话，最低近地点则是130公里。另外，海拔160公里以上的天空则由于大气太过稀薄而不能够衍射足够的光则完全是黑色。

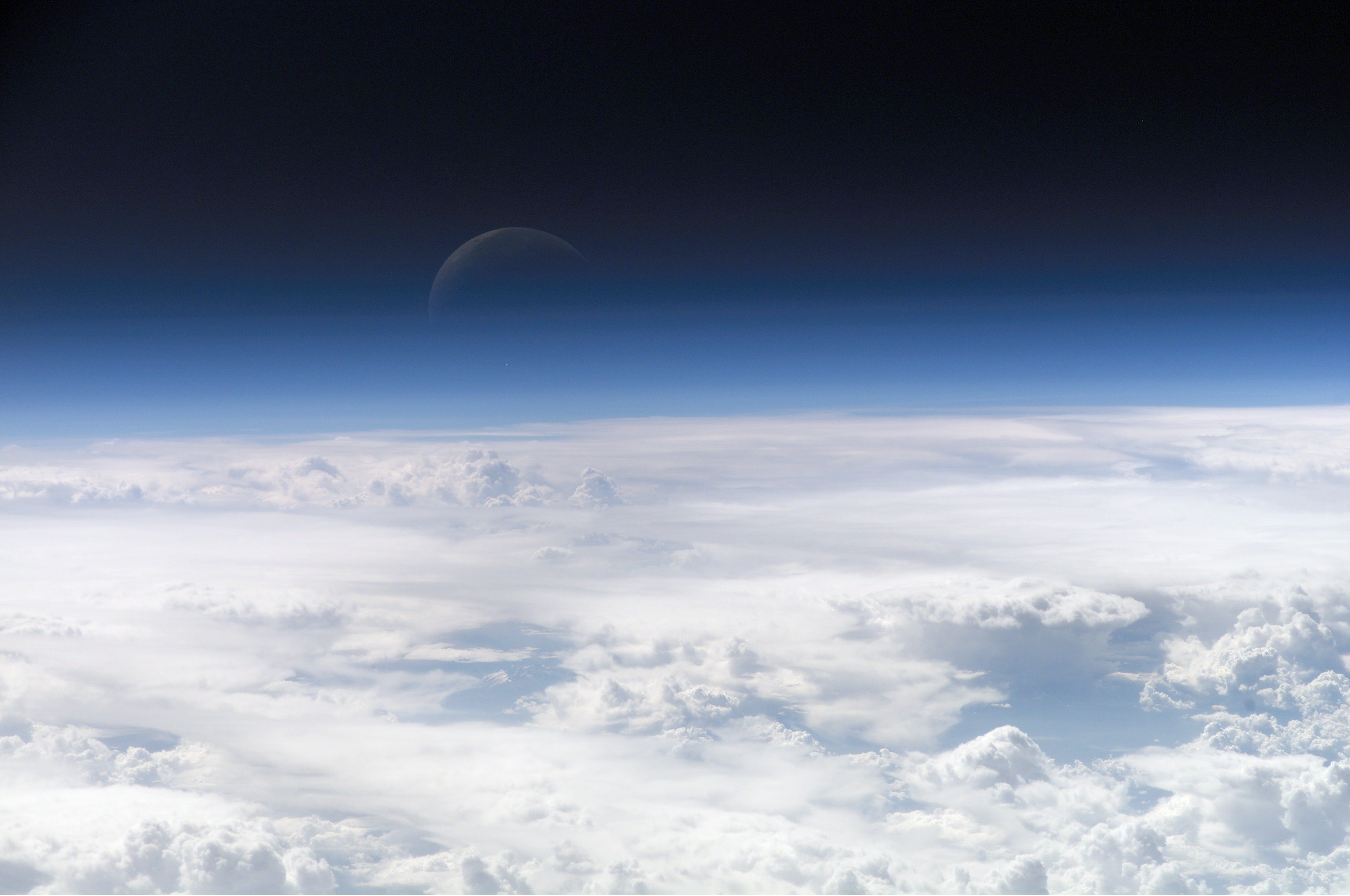
因大氣氣體对藍色可見光的散射比其他顏色的可見光更强，在大气层的边缘便有了一圈蓝色的光晕。因隨著海拔的提高，大氣變得愈來愈稀薄，藍色光暈逐漸消失，仅留下了作为背景的黑色的太空。

## 另请参阅
- 外逸层
- 地球大气层
  - 热层
  - 中间层
  - 平流层
  - 对流层
- MW 18014（英语：MW 18014） ———— 首个穿越卡门线的人造物体,其是一个V-2火箭